# Liste der Biografien/Clat
Liste der Biografien |
Portal Biografien |
Personensuche
# |
A |
B |
C |
D |
E |
F |
G |
H |
I |
J |
K |
L |
M |
N |
O |
P |
Q |
R |
S |
T |
U |
V |
W |
X |
Y |
Z |
?
 
Ca |
Cb |
Cc |
Ce |
Ch |
Ci |
Cj |
Ck |
Cl |
Cm |
Cn |
Co |
Cr |
Cs |
Ct |
Cu |
Cv |
Cw |
Cy |
Cz
 
Cla |
Cle |
Cli |
Clo |
Clu |
Clw |
Cly
 
Claa |
Clab |
Clac |
Clad |
Clae |
Claf |
Clag |
Clah |
Clai |
Claj |
Clam |
Clan |
Clap |
Clar |
Clas |
Clat |
Clau |
Clav |
Claw |
Clax |
Clay
Die Liste der Biografien führt alle Personen auf, die in der deutschsprachigen Wikipedia einen Artikel haben. Dieses ist eine Teilliste mit 6 Einträgen von Personen, deren Namen mit den Buchstaben „Clat“ beginnt.

## Clat

### Clate
- Clateus († 64), Heiliger der christlichen Kirche und Märtyrer

### Clatt
- Clattenburg, Mark (* 1975), englischer FußballschiedsrichterMark Clattenburg (* 1975)

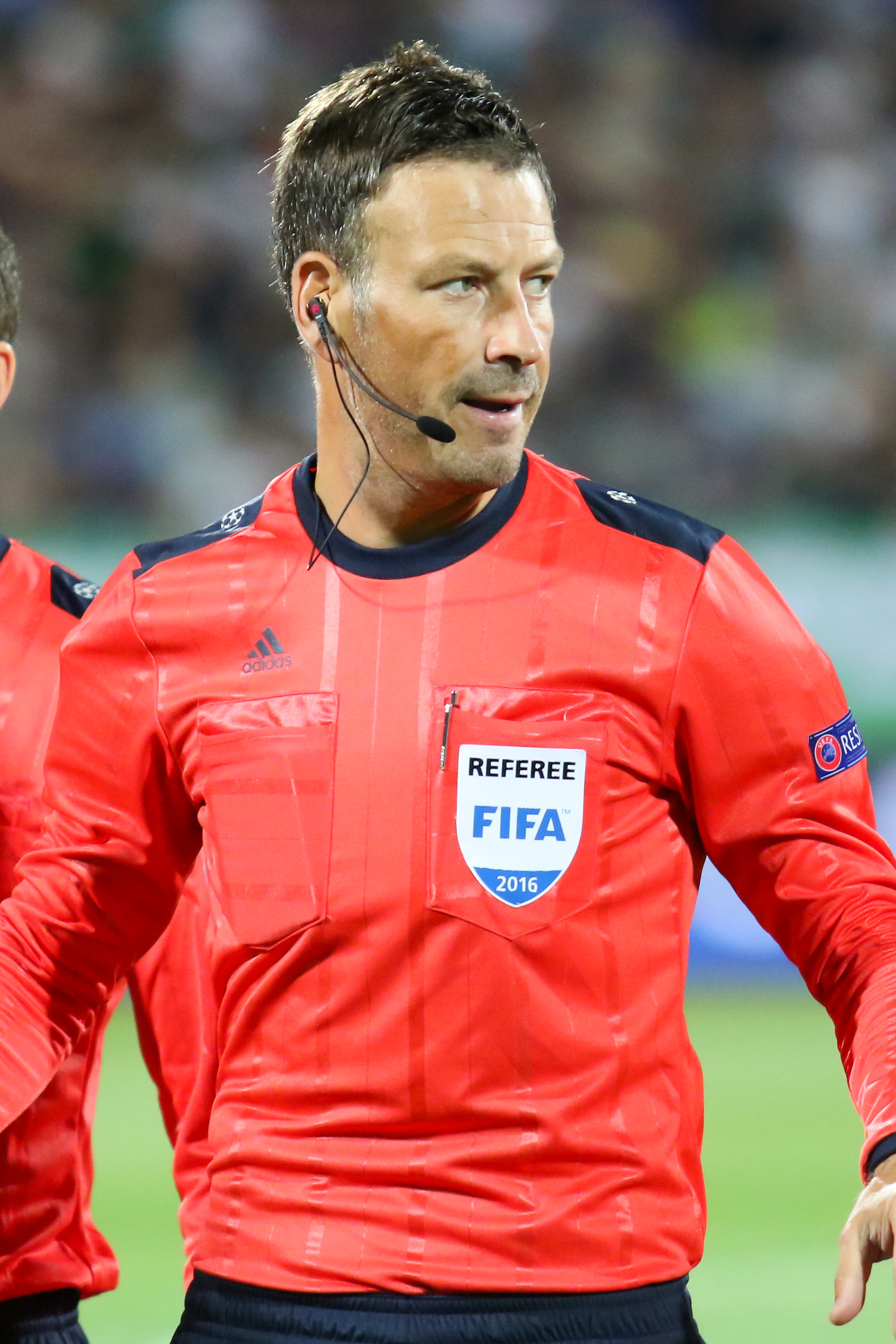
Mark Clattenburg (* 1975)

- Clatterbaugh, Kenneth, US-amerikanischer Philosoph
- Clatterbuck, Tamara (* 1963), US-amerikanische Schauspielerin

### Clatw
- Clatworthy, Benn (* 1956), US-amerikanischer Jazzmusiker
- Clatworthy, Robert (1911–1992), US-amerikanischer Szenenbildner